# Isoglossa centum-satem

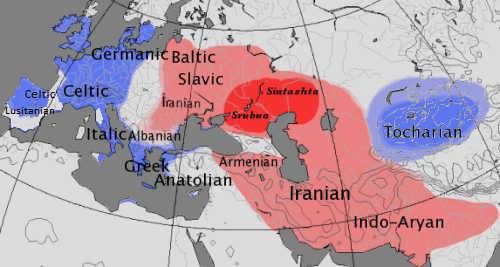
Mapa diacrònic que mostra les àrees centum (blau) i satem (rosa). La suposada àrea d'origen de la satemització és la vermella (cultures sintaixta/abaixevo/Srubna)

La divisió centum-satem és una isoglossa de la família indoeuropea de llengües, que explica l'evolució de les tres sèries de consonants dorsals reconstruïdes en el protoindoeuropeu (PIE), *kʷ (labiovelars), *k (velars), i *ḱ; (palatovelars). Els termes procedeixen de les paraules que representen el nombre «cent» en una llengua de cada grup (llatí centum i avèstic satem).
En les llengües satem, s'hi compten l'indoiranià, el baltoeslau (bàltic i eslau), l'albanès, l'armeni i tal volta també un conjunt de llengües extintes indocumentades, com el traci, el daci i el frigi. Encara que l'albanès es consideri una llengua satem, hi podria haver algunes proves que les palatals pures i les labiovelars no s'havien fusionat totalment en el protoalbanès.
El grup centum sovint es creu que és igual que el «no satem», és a dir, que inclou tots els dialectes restants. Més en concret, en el sentit de les «llengües amb labialització» de Brugmann, el grup centum inclou l'itàlic, el cèltic, el germànic, el grec i versemblantment uns quants grups menors i poc coneguts extints (com el vènet, el macedoni antic i probablement les llengües il·líries).
El tocari, d'altra banda, combinava totes les sèries en una sola de velar, i se sol considerar, doncs, centum, tot i que la cronologia relativa del canvi no es coneix. Igualment, l'antecessor de les llengües anatòliques sembla que no seguí ni el canvi fonètic de satem ni de centum. Les sèries velars romanen a part en el luvi, mentre que en l'hitita es pot haver produït secundàriament el canvi centum, però la fonologia exacta no és clara.

## Les dorsals del protoindoeuropeu
La isoglossa centum-satem explica l'evolució de les tres sèries de dorsals reconstruïdes en el protoindoeuropeu (PIE) *kʷ, *gʷ, *gʷʰ (labiovelars), *k, *g, *gʰ (velars), i *ḱ, *ǵ, *ǵʰ; (palatovelars) en les llengües filles. Una classificació entre els grups centum i satem sols té sentit en relació amb la llengua mare en el conjunt de totes les dorsals. Els canvis fonètics posteriors en una branca determinada de l'indoeuropeu que siguin semblants a un dels canvis, com ara la palatalització del llatí k en s en algunes llengües romàniques o la unió de kʷ amb *k en les llengües goidèliques, no afecten la classificació.
August Schleicher en el seu Compendium del 1871 accepta només una única sèrie de velars, k, g, gh. Karl Brugmann en el seu Grundriss del 1886 tan sols accepta dues sèries, que anomena les "velars explosives" q, g, gh oposades a les "palatals explosives" k̑, g̑ i g̑h. Brugmann anomena les llengües centum «llengües amb labialització» o «llengües u̯» i les llengües satem, «llengües sense labialització», i considera que: En el cas de les paraules i grups de paraules, que no apareixen en cap llengua amb so velar labialitzat, [les «velars pures»] cal deixar pendent la decisió de si mai tingueren l'oclusió posterior en u̯- (traducció d'una transcripció de J. Wright). En l'edició de 1897 de la seva obra, Brugmann canvià de parer i acceptà els termes centum-satem introduïts per von Badke el 1890. D'acord amb això, anomenà les velars qu̯, qu̯h, gu̯, gu̯h (també introduí les aspirades sordes).
La presència de tres sèries de dorsals en la llengua primitiva encara no s'accepta universalment. La sèrie mitjana reconstruïda també pot ser el resultat de préstecs entre les primitives llengües filles durant el procés de satemització. Per exemple, Oswald Szemerényi (per exemple, en la seva Introduction, del 1955), al mateix temps que reconeix la utilitat de la distinció *kʷ, *k, *ḱ com a representació de correspondències fonètiques, addueix que els arguments a favor de l'existència de tres sèries diferents en PIE són insuficients i s'estima més una doble notació en *kʷ, *k. Altres especialistes que han acceptat l'existència de dues sèries de dorsals en PIE són Kuryłowicz (1935), Meillet (1937), Lehmann (1952), i Woodhouse (1998).

## Satem
Les llengües satem presenten el característic canvi de les anomenades palatovelars del protoindoeuropeu (*ḱ, *ǵ, *ǵʰ) en consonants africades i fricatives articulades a la part anterior de la boca. Per exemple, *ḱ esdevingué en sànscrit ś [ʃ], l'avèstic, el rus i l'armeni, el lituà š [ʃ], i l'albanès th [θ]. Al mateix temps, les velars (*k, *g, *gʰ) i les labiovelars (*kʷ, *gʷ, *gʷʰ) de la protollengua confluïren en el grup satem, amb la pèrdua de l'arrodoniment dels llavis que les acompanyava en el cas de les segones.
El canvi del tipus satem es troba ben representat per la paraula per '100', el protoindoeuropeu *ḱm̥tóm, que es convertí, per exemple, en l'avèstic satəm (d'aquí el nom del grup), el farsi sad, el lituà šimtas, el rus sto, etc., en oposició al llatí centum (pronunciat [kentum]), l'anglès hund(red)- (amb /h/ d'una anterior *k, vegeu la llei de Grimm), el grec (he)katon, el gal·lès cant, etc. (la paraula albanesa qint és un préstec del llatí centum).
L'estatus de l'armeni com a llengua satem, contraposada a una llengua centum amb assibilació secundària com per exemple el francès (és a dir, el confluència de les velars amb les labiovelars més que no amb les palatovelars), queda palès en molt poques paraules.

## Centum
En les llengües centum, les consonants palatovelars confluïren amb les velars pures (*k, *g, *gʰ). La majoria de les llengües centum conserven les labiovelars del protoindoeuropeu (*kʷ, *gʷ, *gʷʰ) o els seus reflexos històrics com a diferents de les velars pures; per exemple, el PIE *k : *kʷ > llatí c /k/: qu /kʷ/, el grec κ /k/ : π /p/ (o τ /t/ davant les vocals anteriors), el gòtic /h/ : /hʷ/, etc.
El nom centum ve de la paraula llatina centum '100', < PIE *ḱm̥tóm, i exemplifica la caiguda alhora de *k i *ḱ. Compareu el sànscrit śata- o el rus sto, en què *ḱ es converteix en una fricativa.
El testimoni de les labiovelars en els actuals fonemes /kʷ/, com a oposats al simple bifonemàtic /kw/ es troba documentat en el grec (les sèries del lineal B), l'itàlic (llatí qu) el germànic (el ƕ hwair gòtic i qairpa q) i el cèltic (Q de la ceirt de l'alfabet ogham). Així doncs, encara que normalment sigui una reconstrucció en el PIE, el tret labiovelar d'aquesta sèrie també podria ser una innovació del grup centum, causalment afí a la posició anterior de les palatovelars. L'anatoli constitueix la principal prova d'això, però els detalls de la seva fonologia no es coneixen bé per motius ortogràfics. L'hitita (i el luvi) no preferí mai emprar les sèries existents del cuneïforme q- (que representen una oclusiva uvular sorda en l'accadi), sinó que representa reflexos de les labiovelars del PIE com ku. Les opinions sobre si aquest representa un únic fonema en anatoli o el grup /k+w/ no coincideixen. La versemblança de l'existència de tres sèries de dorsals també s'ha discutit en el camp de la tipologia, però l'argument no té gaire mèrit, ja que realment hi ha llengües amb un sistema de tres sèries com aquest, per exemple la llengua yazgulyam (una llengua iraniana, però amb un sistema de dorsals sense relació amb la fonologia del PIE). També és veritat que tals llengües són poques, i una de les tres sèries és típicament totalment marginal. No ha de sorprendre mai, doncs, que llengües indoeuropees desaparegudes hagin conservat el sistema complet, fins i tot si en la llengua mare vertaderament existiren tres sèries en algun punt. Fa poc que algú ha reivindicat que, en la llengua bangani de l'Índia, hi ha indicis d'una llengua centum, però majoritàriament es consideren espúries.

## Orígens del canvi fonètic
Al segle xix, de vegades s'acceptà que la isoglossa centum-satem era la divisió dialectal original de les llengües indoeuropees. Però Karl Brugmann i particularment Johannes Schmidt ja havien considerat el canvi fonètic centum-satem un tret propi d'una àrea.
La incompleta satemització en el bàltic, i, en una proporció menor, en l'eslau, es considera un indici de la difusió del canvi fonètic en satem, o, si més no, procedent de préstecs produïts per un contacte primerenc entre els parlants del protobàltic i del protogermànic. Els exemples de les restes d'elements labials procedents de labiovelars en baltoeslau inclouen el lituà ungurys «snake» < *angʷi- i el litua dygus amb punta < *dʰeigʷ-. Es coneixen més pocs exemples de satemització incompleta de l'indoirànic, com el sànscrit guru 'pesant' < *gʷer-, kulam 'ramat' < *kʷel-; kuru 'tipus' < *kʷer- s'hi pot comparar, però sols apareix en el post-rigvèdic, segons els texts contrastats.
Tant si és areal com dialectal, la distinció centum-satem durant molt de temps es pensà que representava una divisió dins el protoindoeuropeu que seguia un eix oest-est. L'exemple del tokhari, però, ha portat a la visió, en competència amb les altres, del canvi fonètic satem com una innovació difosa des de les comunitats lingüístiques indoeuropees centrals, però que en gran part no ha reeixit a arribar a les perifèries occidentals (europeu) o a les orientals (tocari).